# وایل آم راین
شهر وایل آم راین (به آلمانی: Weil am Rhein) در ایالت بادن-وورتمبرگ در کشور آلمان واقع شده‌است.